# Graham Eden Hamond
Graham Eden Hamond (30 de dezembro de 1779 – 20 de dezembro de 1862) foi um oficial da Marinha Real Britânica. Após presenciar ações como oficial júnior no Glorioso primeiro de junho e depois na Batalha de Toulon, comandou o fifth-rate HMS Blanche na Batalha de Copenhague (1801) durante as Guerras Revolucionárias Francesas.
Hamond foi oficial comandante do third-rate HMS Plantagenet e capturou os navios franceses Le Courier de Terre Neuve e L'Atalante em uma ação durante as Guerras Napoleônicas. Comandou o fifth-rate' HMS Lively e participou da Batalha do Cabo de Santa Maria em 5 de outubro de 1804, quando três fragatas espanholas transportando tesouros foram capturadas, recebendo depois o comando do third-rate HMS Victorious e participou do ataque em Vlissingen durante a desastrosa Expedição de Walcheren.
Após um período de licença da Marinha, foi comandante do third-rate HMS Wellesley e transportou o diplomata Charles Stuart (Lord Stuart de Rothesay) ao Brasil, para negociar um tratado comercial com o imperador Pedro I do Brasil, nas negociações para o reconhecimento da Independência do Brasil. Hamond passou a ser comandante em chefe da Pacific Station.

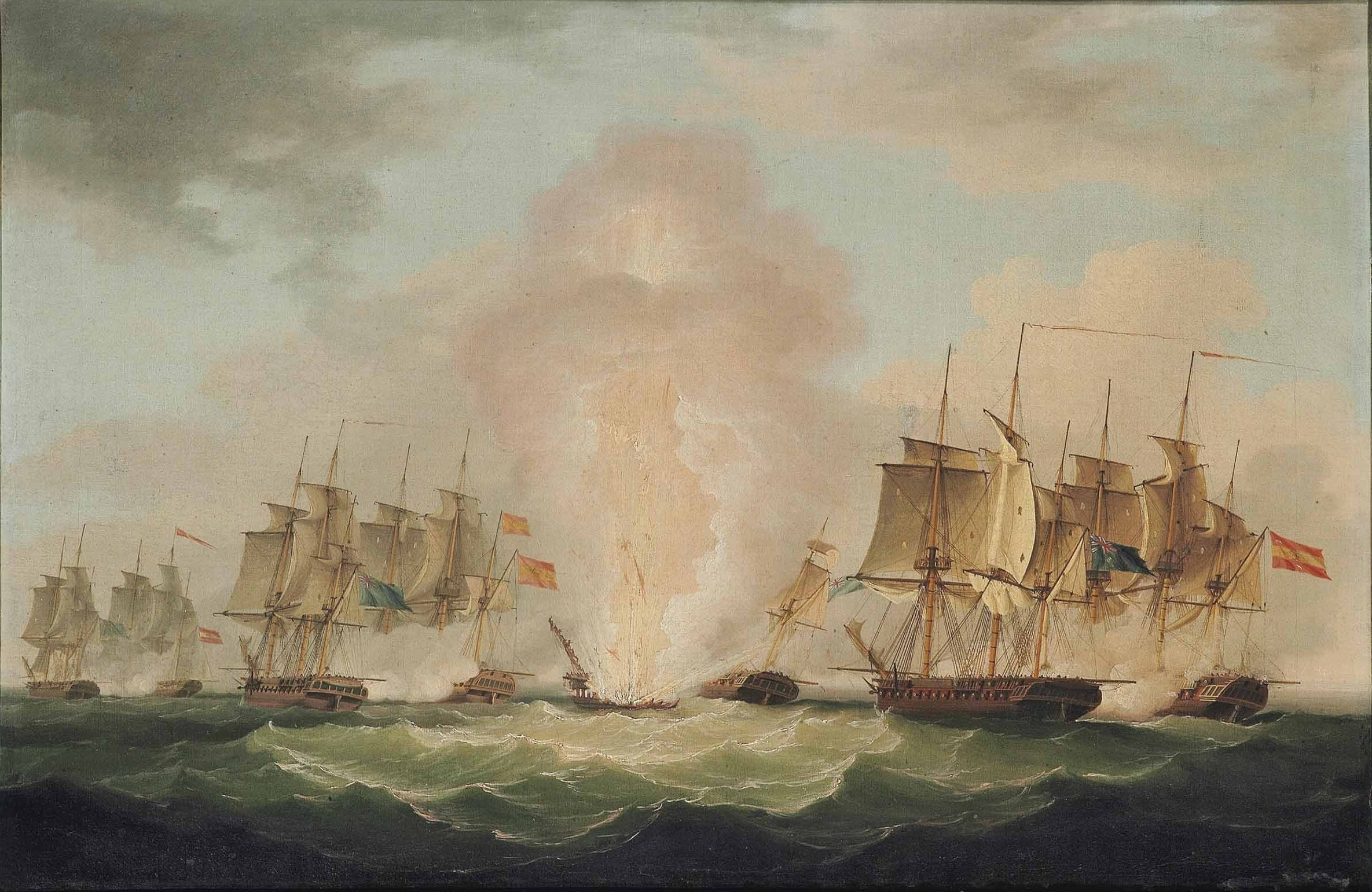
Hamond participou na Batalha do Cabo de Santa Maria

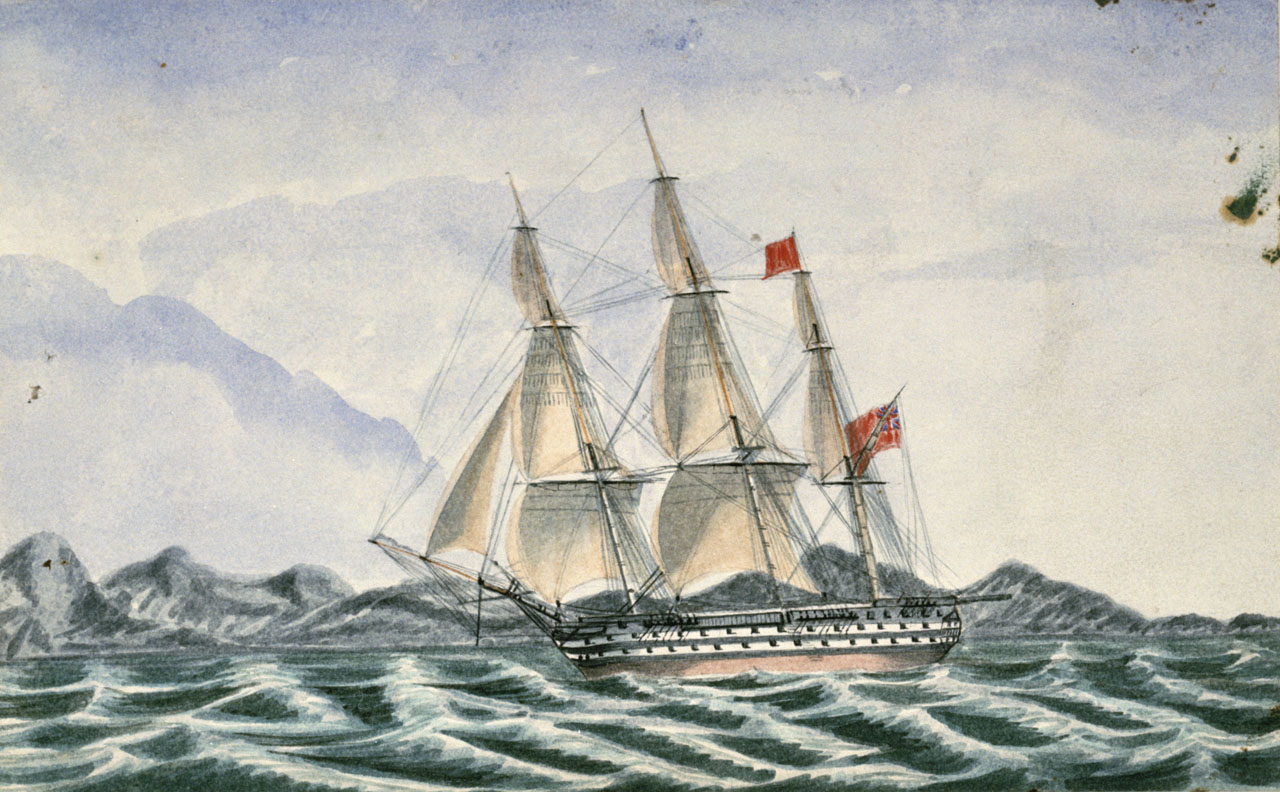
O third-rate HMS Wellesley no qual Hamond transportou o diplomata Charles Stuart ao Brasil

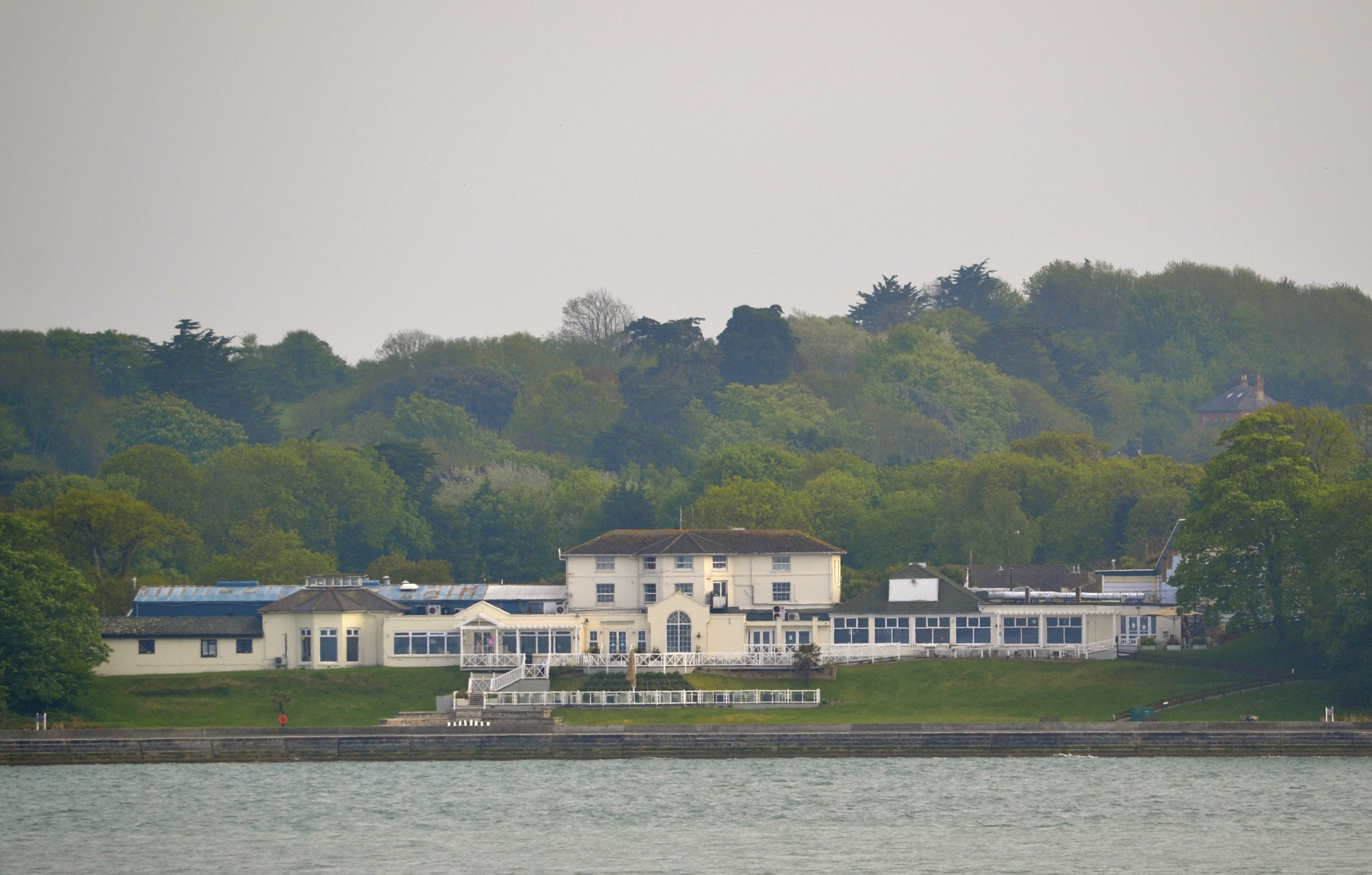
Norton Grange, residência de Hamond na Ilha de Wight